# Quadrângulo de Hellas

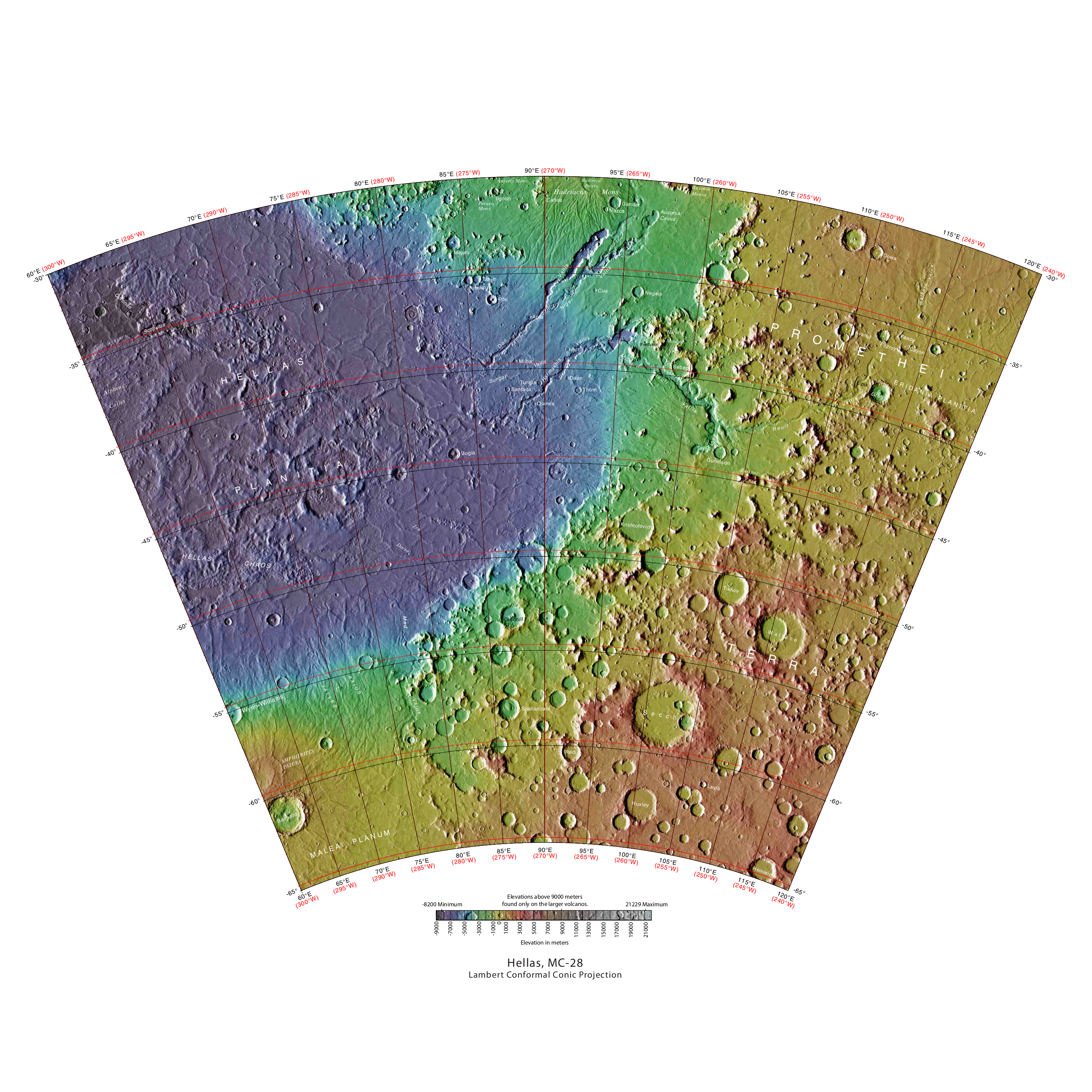
Quadrângulo de Hellas

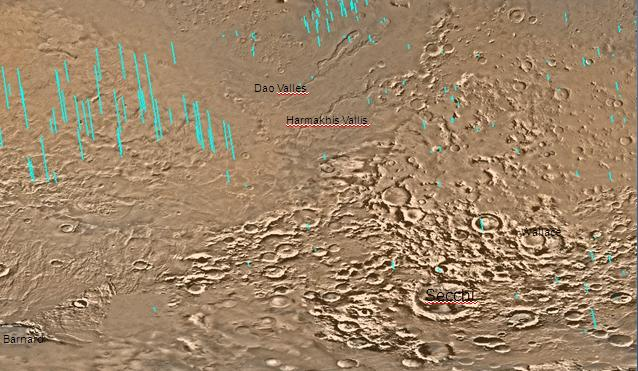
Mapa do quadrângulo de Hellas com as principais formações indicadas, a bacia de Hellas é tão vasta que apenas sua borda oriental aparece no mapa

O quadrângulo de Hellas é um de uma série de 30 quadrângulos em Marte estabelecidos pelo Programa de Pesquisa de Astrogeologia do Serviço Geológico dos Estados Unidos (USGS em inglês). Também pode-se referir ao quadrângulo de Hellas como MC-28 (Mars Chart-28).
O quadrângulo de Hellas cobre uma área que vai de 30° a 65 ° latitude sul e de 300° a 360 ° longitude oeste em Marte. É no quadrângulo de Hellas que estão localizadas as formações geológicas clássicas de Hellas Planitia e Promethei Terra.  Várias formações misteriosas e interessantes foram descobertas no quadrângulo de Hellas, incluindo os vales fluviais gigantes de Dao, Niger, Hamarkhis, e Reull; todos os quais contribuiram para abastecer a água da bacia de Hellas em um passado distante.

## Bacia de Hellas

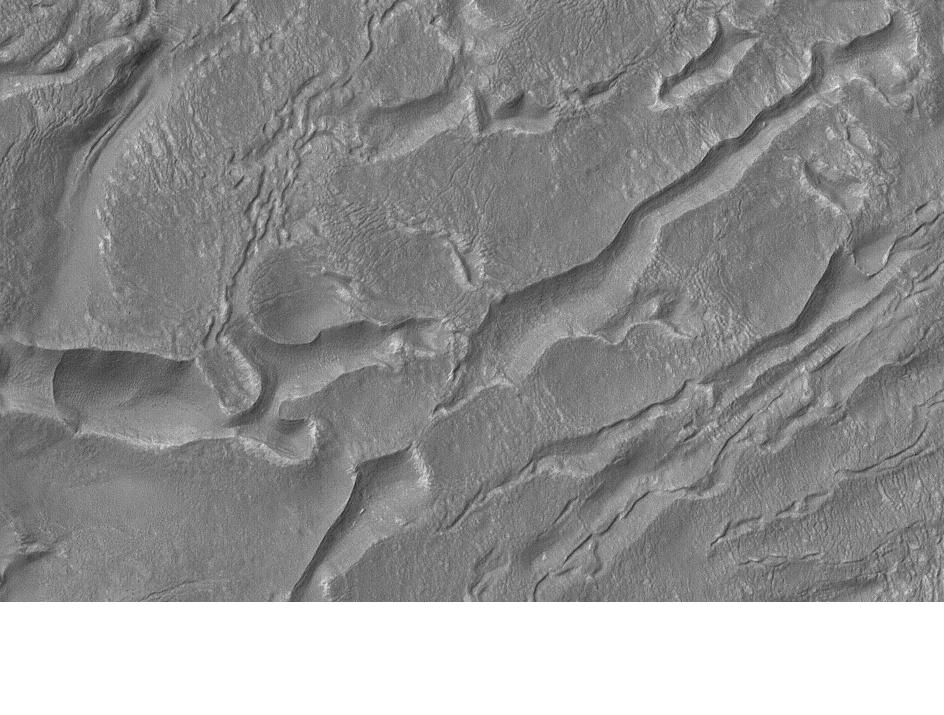
Terreno anilhado ou taffy-pull em Hellas, visto pela Mars Global Surveyor. Sua origem é incerta até o momento.

O quadrângulo de Hellas contém a bacia de Hellas, a maior cratera de impacto conhecida na superfície de Marte e a segunda maior do sistema solar. Esta bacia se localiza nos planaltos meridionais de Marte e acredita-se que tenha sido formada há aproximadamente 3.9 bilhões de anos, durante o intenso bombardeio tardio. Estudos sugerem que no momento do impacto que criou a bacia de Hellas, toda a superfície de Marte foi aquecida em centenas de graus, 70 metros de rocha derretida precipitaram no planeta, e uma atmosfera de rocha gasosa se formou. Essa atmosfera era dez vezes mais espessa que a da Terra. Em poucos dias, a rocha teria se condensado e coberto o planeta inteiro com uma camada adicional de 10 metros de rocha derretida.  Na porção noroeste de Hellas Planitia um estranho tipo de superfície chamado terreno anilhado complexo (tradução livre de complex banded terrain) ou terreno taffy-pull. Seu processo de formação é ainda desconhecido em sua maior parte, mas parece ter sido gerado pela erosão de materiais rígidos e fofos juntamente com deformação dúctil. A deformação dúctil ocorre quando as camadas são submetidas à distensão.
Nos primórdios da história do planeta, acredita-se que um lago gigantesco tenha existido na bacia de Hellas. Possíveis margens foram descobertas. Descobriu-se que as formações glaciais (morenas terminais, drumlins, e eskers) do local podem ter se formado quando a água se solidificou.

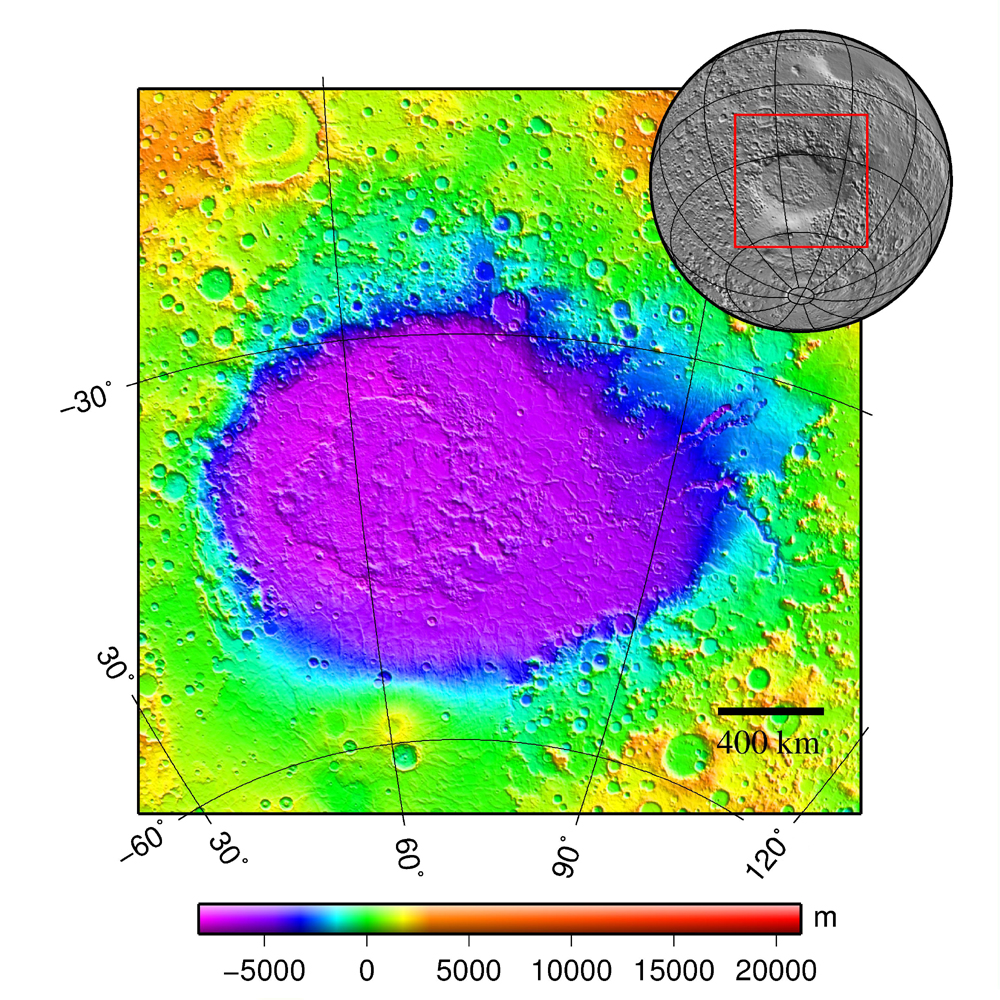
Topografia da área da bacia de Hellas.
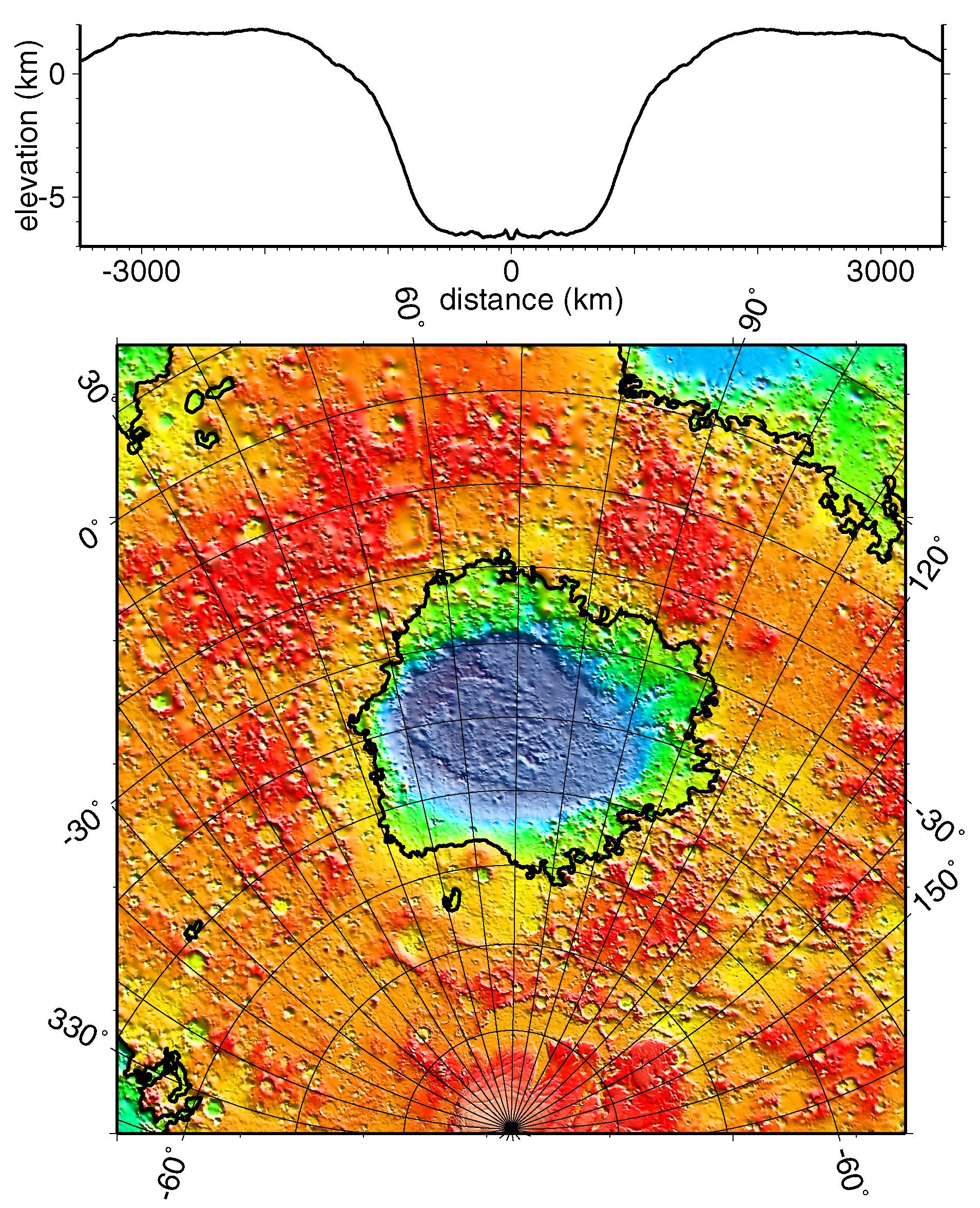
A bacia de Hellas com um gráfico mostrando a grande  profundidade da cratera. É a cratera mais profunda em Marte e possui a maior pressão ao nível da superfície, devido ao fato de haver uma maior coluna atmosférica acima de seu leito.
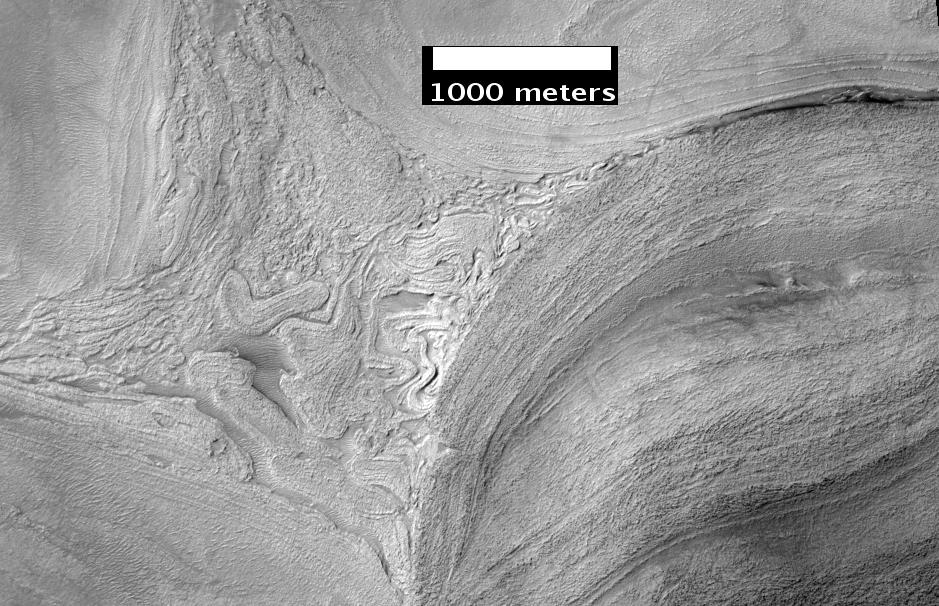
Solo retorcido em Hellas, visto pela HiRISE.  Este é um exemplo de como seria difícil caminhar na superfície de Marte.

## Lobate debris aprons
Uma importante formação geológica comum no leste de Hellas são pilhas de material circundando as falésias, essas formações são denominadas lobate debris aprons ou LDA's (plataformas de detritos lobulares, em tradução livre). Pesquisas recentes utilizando o Shallow Radar a bordo da Mars Reconnaissance Orbiter tem fornecido fortes evidências de que os LDA's são geleiras que foram cobertas por uma fina camada de rochas. Acredita-se que grandes quantidades de gelo de água estejam aprisionadas nos LDA's. Evidências disponíveis sugerem que a parte oriental de Hellas tenha acumulado neve no passado. Quando a inclinação (obliquidade) de Marte aumenta a capa polar sul libera grandes quantidades de vapor d'agua.  Modelos climáticos preveem que quando isso acontece, o vapor d'água se condensa e se precipita onde os LDAs estão localizados. A inclinação da Terra muda pouco pois seu satélite, a Lua, é relativamente grande e a mantém estável. As duas pequenas luas de Marte  não estabilizam o planeta, o que faz com que o eixo rotacional de Marte passe por grandes variações.  Os lobate debris aprons podem ser uma grande fonte de água para futuros colonizadores de Marte. Sua maior vantagem sobre as outras fontes marcianas de água é que estes podem ser facilmente mapeados a partir da órbita e estão próximos ao equador, onde as missões tripuladas devem aterrissar.

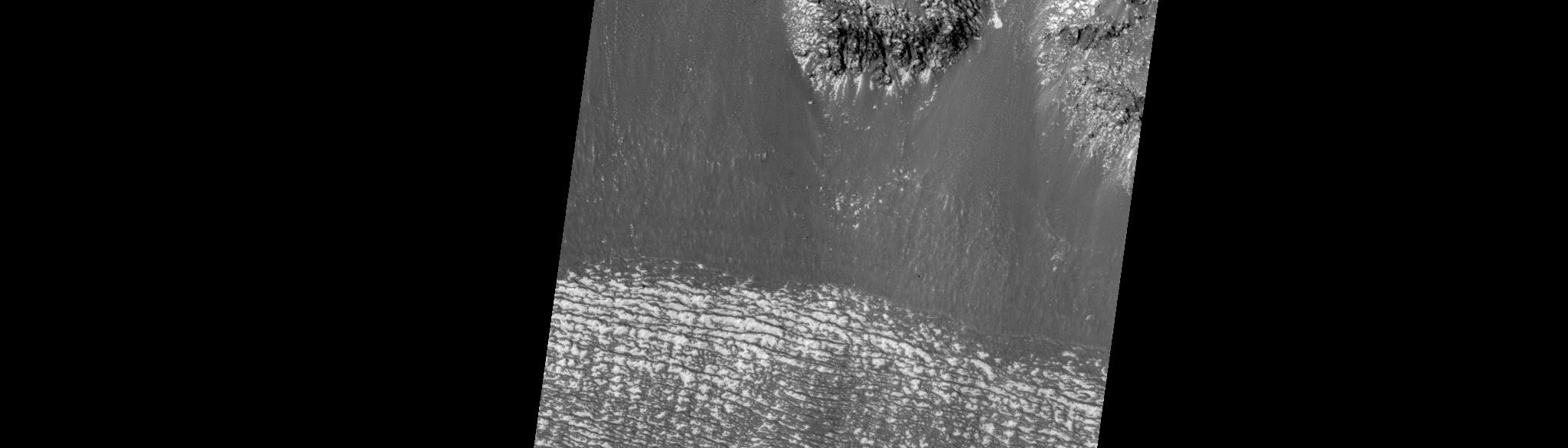
Imagem aproximada da superfície de um lobate debris apron.  Note as linhas que são comuns em geleiras rochosas na Terra.
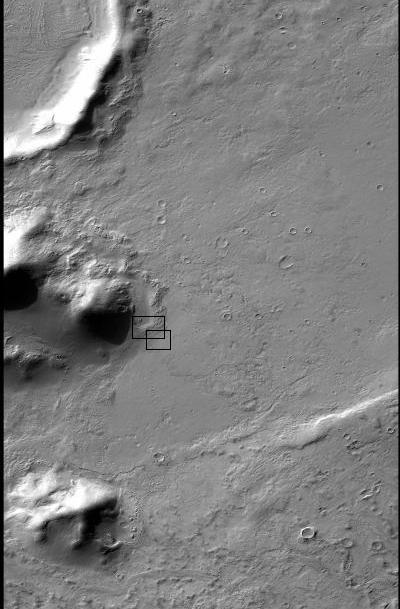
Imagem em contexto do CTX para as próximas duas imagens da plataforma de detritos ao redor do montículo.
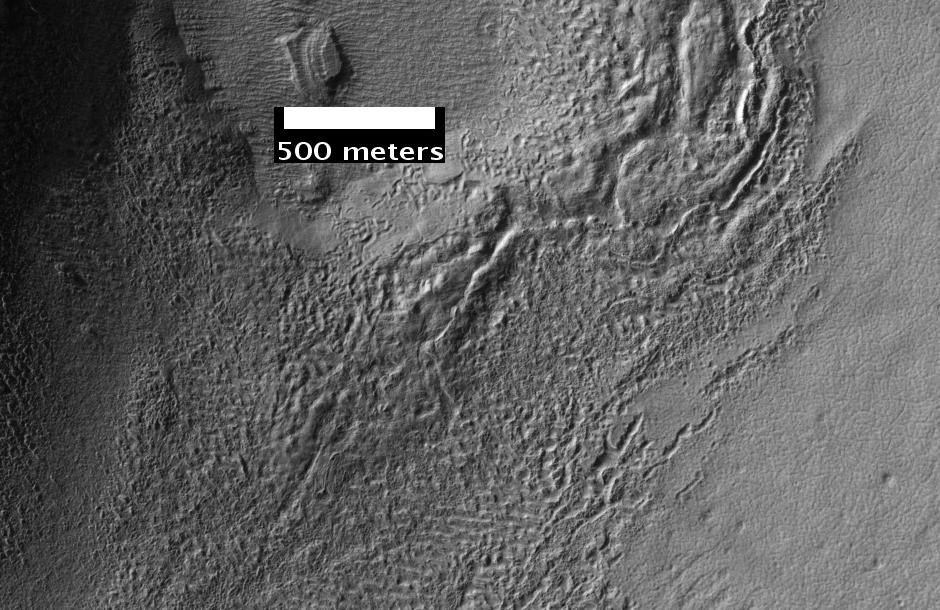
Superfície de um LDA. Há ainda uma formação geológica similar àquelas do Red Rocks Park, no Colorado. Essa formação parece ser composta de camadas rochosas inclinadas.  Imagem da HiRISE, sob o programa HiWish.
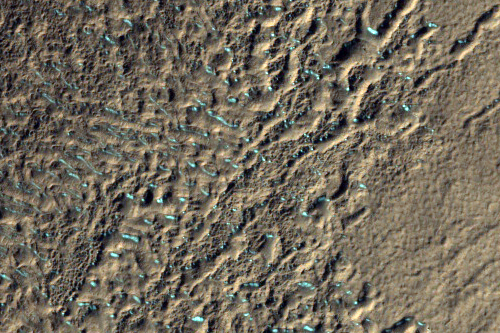
Superfície de uma plataforma de detritos em Terra Cimmeria, visto pela HiRISE, sob o programa HiWish.  Partes coloridas podem ser depósitos de gelo.

## Lineated floor deposits
Os leitos de alguns canais apresentam tergos e ondulações que parecem correr ao redor de obstáculos; essas formações são chamadas lineated floor deposits (algo como "depósitos lineares nos leitos") ou lineated valley fill - LVF (sedimentos lineares do vale). Acredita-se que estas formações sejam ricas em gelo. Algumas  geleiras na Terra apresentam tais formações.  Os depósitos lineares nos leitos podem estar relacionados aos lobate debris aprons.  Às vezes os depósitos lineares nos leitos exbem padrões em "V" que fornecem evidências ainda maiores para o seu movimento.

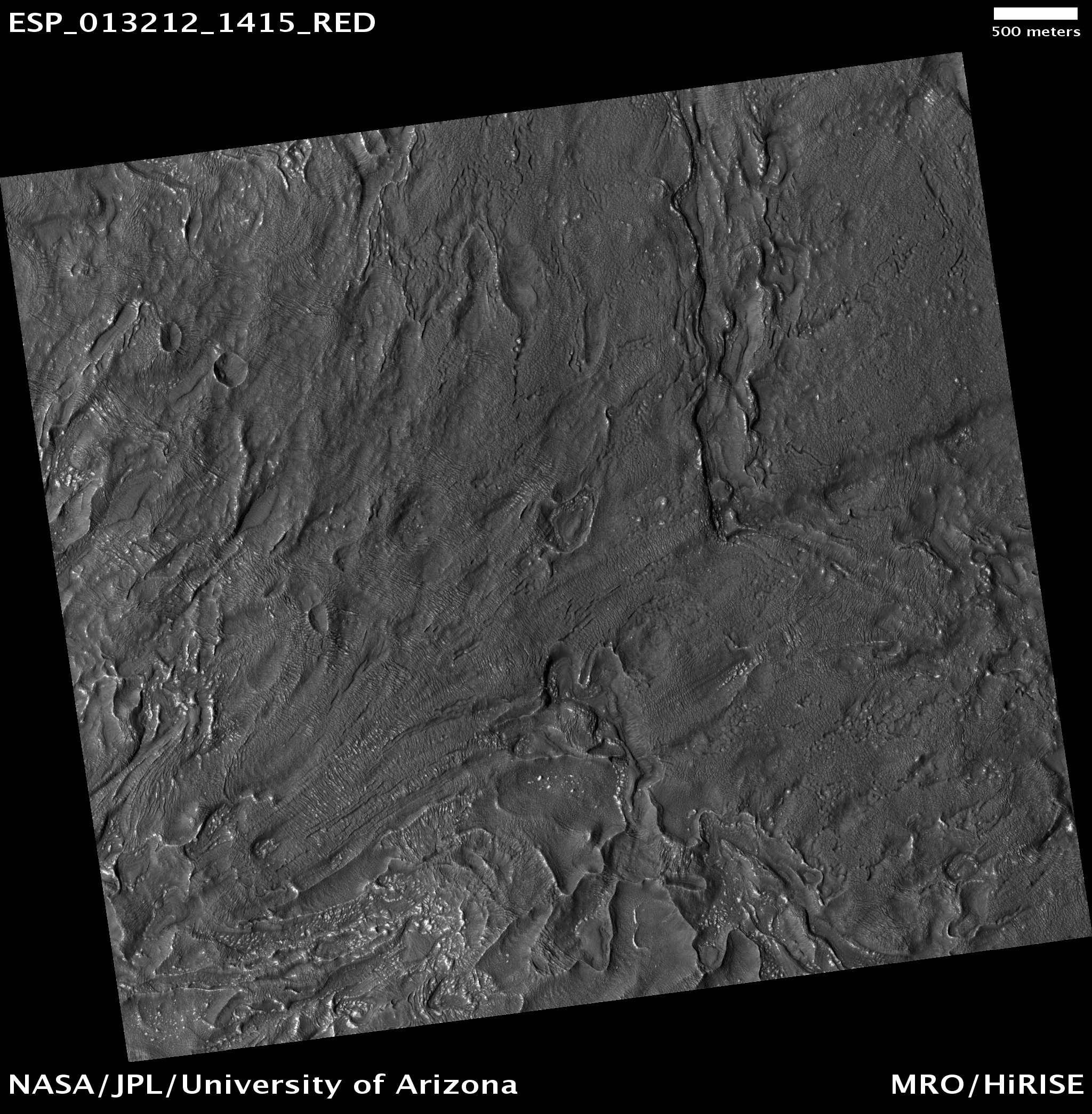
Terreno erodido próximo a Reull Vallis, visto pela HiRISE.
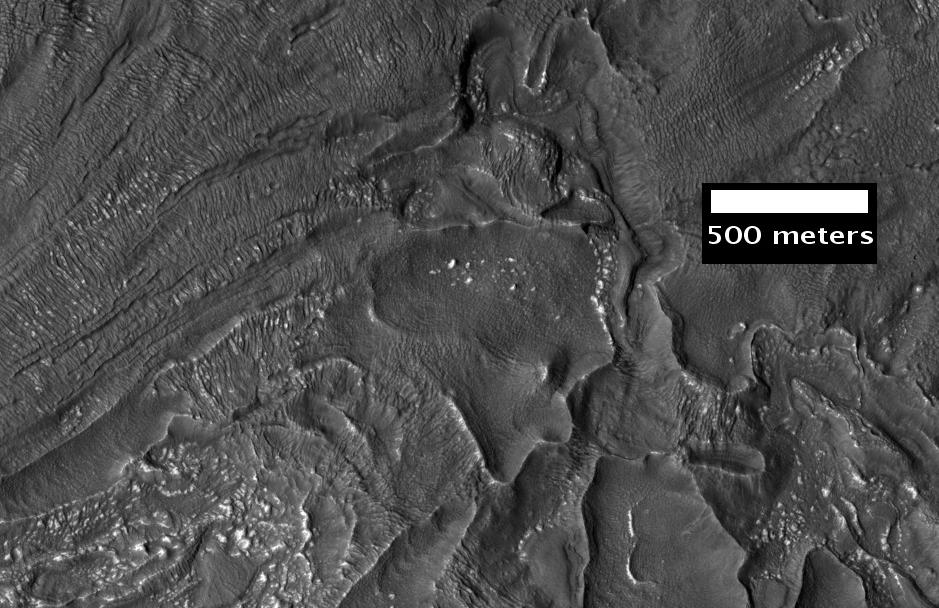
Imagem aproximada de um terreno erodido próximo a Reull Vallis, visto pela HiRISE.

## Manto rico em gelo

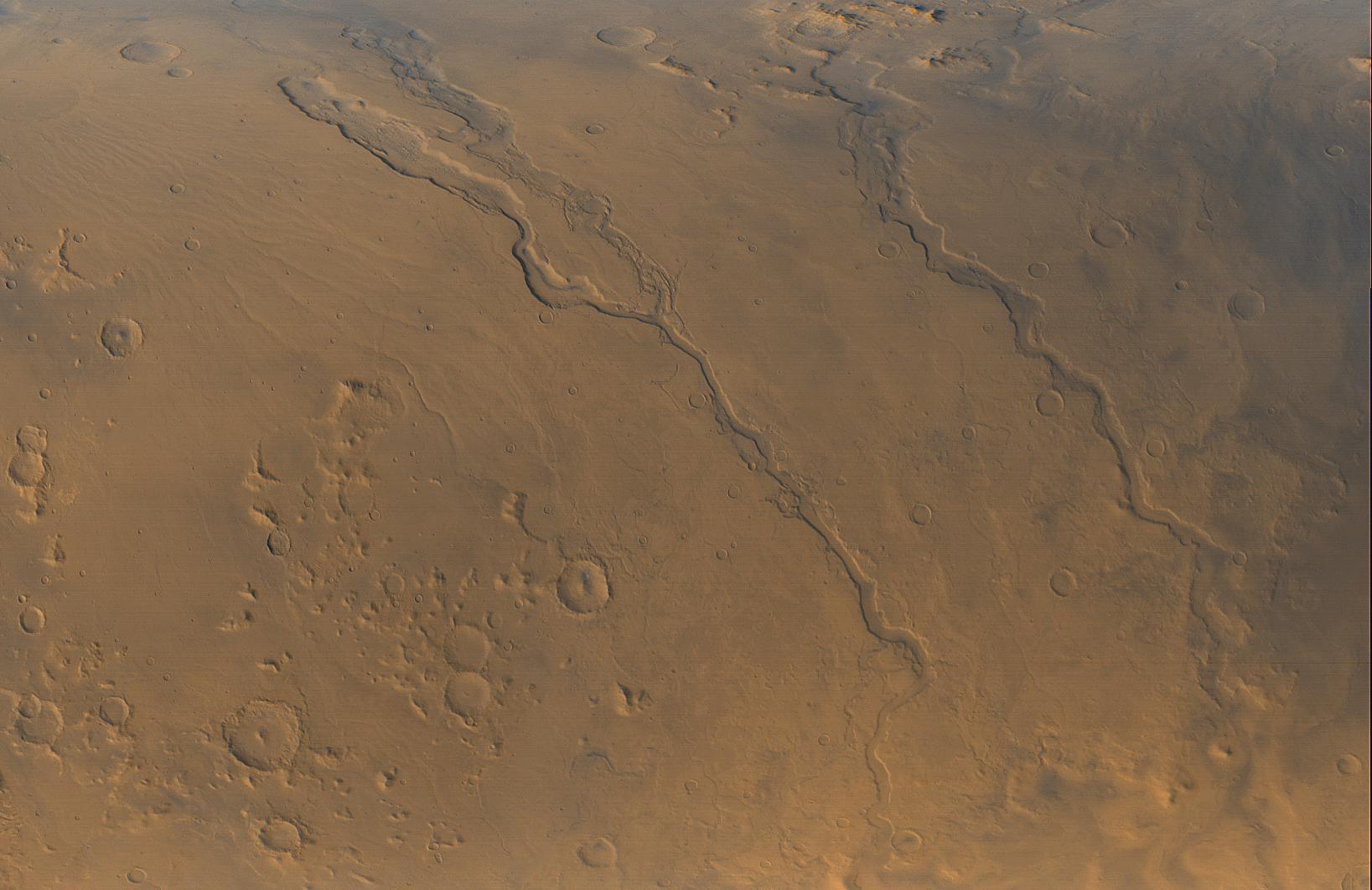
Imagem da Mars Global Surveyor de Hellas Planitia. Dao Vallis e Niger Vallis se unem no centro da imagem, Harmakhis Vallis corre diagonalmente a estes, a água destes canais fluia em direção ao fundo dessa imagem.

Grande parte da superfície de Marte é coberta por um manto fofo espesso, o qual acredita-se ser uma mistura de gelo e poeira. O manto rico em gelo, com espessura de poucos metros, faz com que a superfície fique mais fofa, mas há locais em que esta apresenta uma superfície desnivelada, lembrando a superfície de uma bola de basquete.  Sob certas condições o gelo poderia derreter e fluir encosta abaixo, criando ravinas.  Por haver poucas crateras nesse manto, conclui-se que o manto é relativamente jovem. Uma excelente vista deste manto é a imagem da borda da cratera Ptolemaeus, vista pela HiRISE.
Variações na órbita e inclinação de Marte provocam mudanças significativas na distribuição de gelo de água desde regiões polares até as latitudes equivalentes às do Texas.  Durante certos períodos climáticos o vapor d'água escapa da capa polar e vai para a atmosfera. A água retorna ao solo em latitudes mais baixas na forma de depósitos ou gelo misturado generosamente com a poeira. A atmosfera de Marte contém uma grande quantidade de finas partículas de poeira.  O vapor d'água se condensa sobre as partículas, então as partículas maiores carregadas de água caem e se amontoam no solo.  Quando o gelo no topo da camada superficial volta para a atmosfera ele deixa poeira para trás, isolando o gelo restante.

## Origem de Dao Vallis

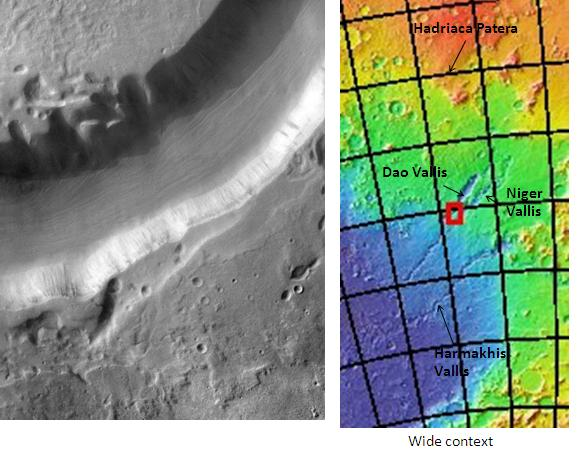
Dao Vallis, visto pela THEMIS. Clique na imagem para ver a relação de Dao Vallis com as formações geológicas vizinhas.

Dao Vallis começa próximo a um grande vulcão, chamado Hadriaca Patera, por isso especula-se que ele tenha sido abastecido de água quando o magma derreteu quantidades imensas de gelo no solo congelado.   As depressões parcialmente circulares no lado esquerdo da imagem ao lado sugerem que o solapamento subterrâneo também tenha contribuído com a água.

## Rastros de redemoinho
Hellas, assim como outras regiões de Marte, experimenta a passagem de redemoinhos gigantes. Uma fina cobertura de poeira clara cobre a maior parte da superfície de Marte. Com a passagem de um redemoinho essa cobertura é soprada expondo a camada escura à superfície. Estes redemoinhos têm sido avistados desde o solo até a órbita. Eles até mesmo limparam a poeira dos painéis solares dos dois rovers em Marte, desse modo prolongando suas vidas úteis.  Os rovers gêmeos foram desenvolvidos para durar três meses, mas eles têm durado cinco anos e ainda estão em atividade. Foi observado que o padrão ds riscas muda a cada poucos meses.

## Evidência para a possível existência de água líquida recente
A Mars Reconnaissance Orbiter identificou mudanças na parede da cratera Penticton entre 1999 e 2004.  Uma interpretação dessas mudanças é a de que elas seriam causadas pela água fluindo pela superfície.  Uma análise adicional, publicada um ano depois, revelou que o depósito poderia ter sido causado pela gravidade transportando os materiais encosta abaixo.  A encosta em que o material foi avistado se situa próximo aos limites da estabilidade dos materiais secos e não consolidados.

## Crateras
Crateras de impacto geralmente possuem uma encosta com ejecta em volta, em contraste, crateras vulcânicas não possuem encostas ou depósitos de ejecta. À medida que as crateras ficam largas (maior que 10 km de diâmetro), elas geralmente passam a exibir um pico central. O pico é causado por um fluxo do solo da cratera rumo ao centro seguindo o impacto. Às vezes crateras apresentarão camadas.  Tendo em vista que a colisão que produz a cratera é como uma explosão poderosa, rochas das profundezas são trazidas de volta à superfície. Consequentemente, as crateras podem nos mostrar o que se encontra sob a superfície.

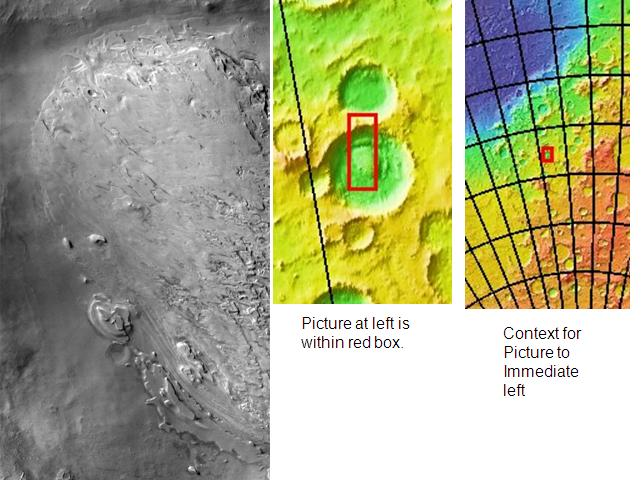
Mesas em degraus no depósito sedimentar do interior da cratera Spallanzani, visto pela THEMIS.
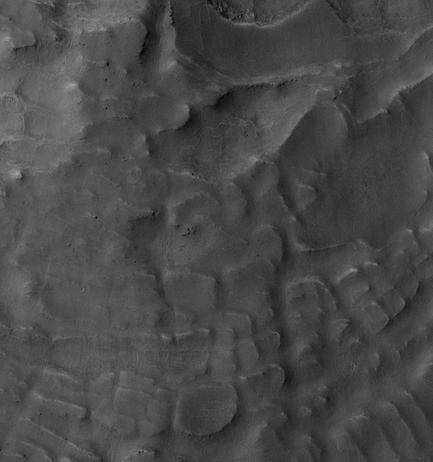
Formações geológicas no interior da cratera Barnard, visto pela HiRISE.
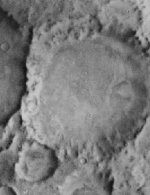
A cratera Heinlein.

## Formações glaciais

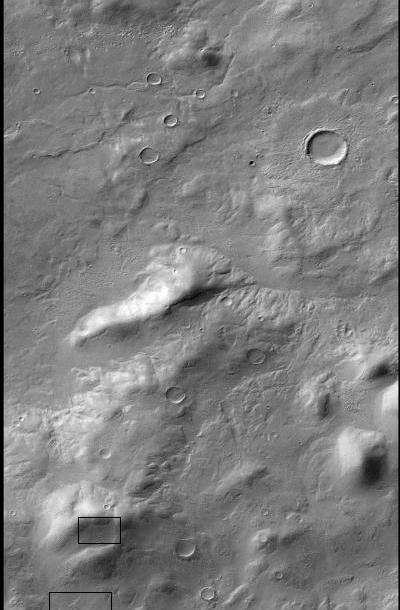
Imagem em contexto do CTX de Hellas Planitia mostrando a localidade onde foi obtida as próximas duas imagens.
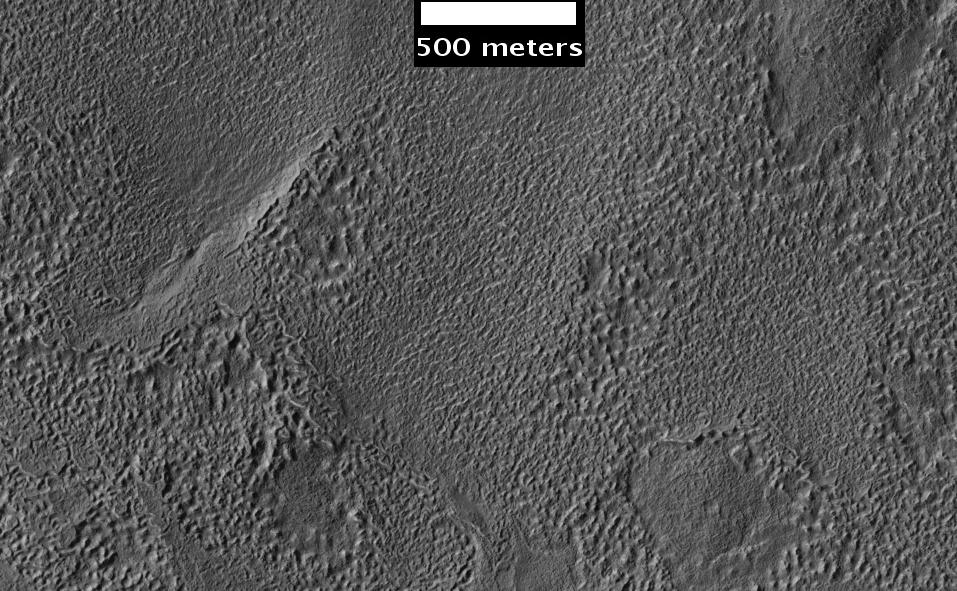
Superfície do quadrângulo de Hellas, visto pela HiRISE, sob o programa HiWish.
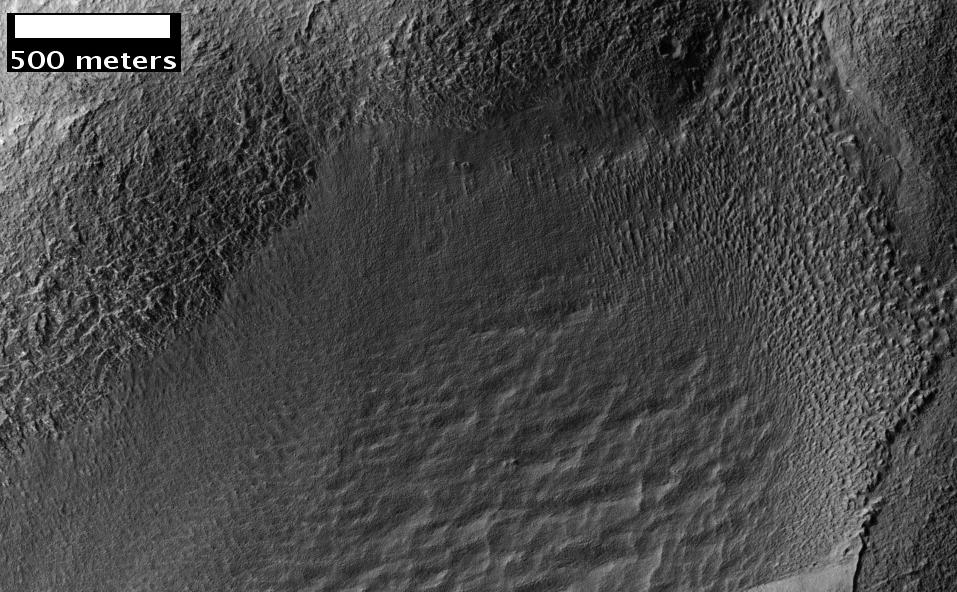
Possível circo glacial em Hellas Planitia, visto pela HiRISE, sob o programa HiWish.  As linhas foram provavelmente pelo movimento montanha abaixo.
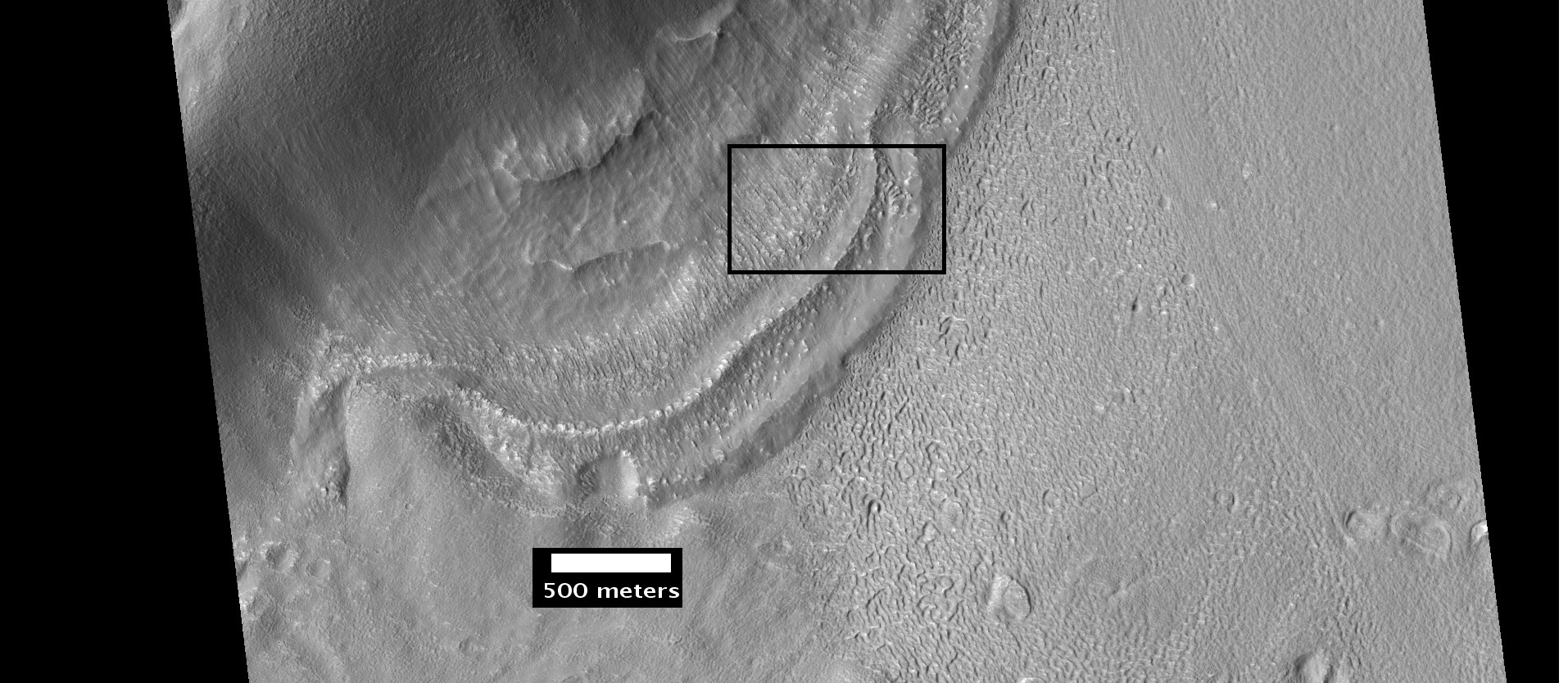
Imagem em contexto para a próxima imagem do final de uma formação geológica que pode ter sido gerada pelo fluxo de água ou por geleiras.
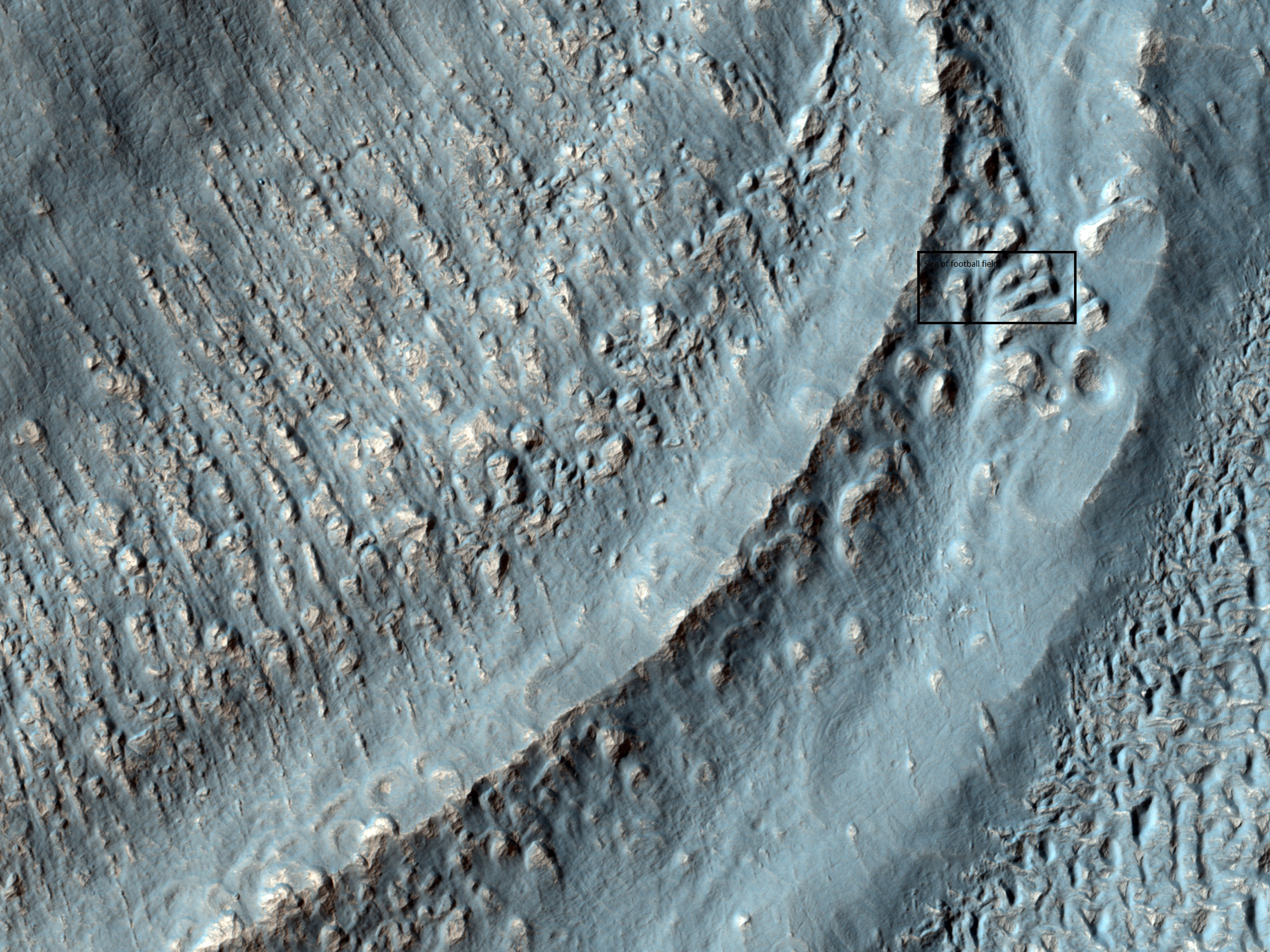
Imagem aproximada da área delimitada na imagem anterior.  Isso pode ser chamado por alguns uma morena terminal ou uma geleira. A caixa mostra uma área equivalente à de um campo de futebol, visto pela HiRISE, sob o programa HiWish.
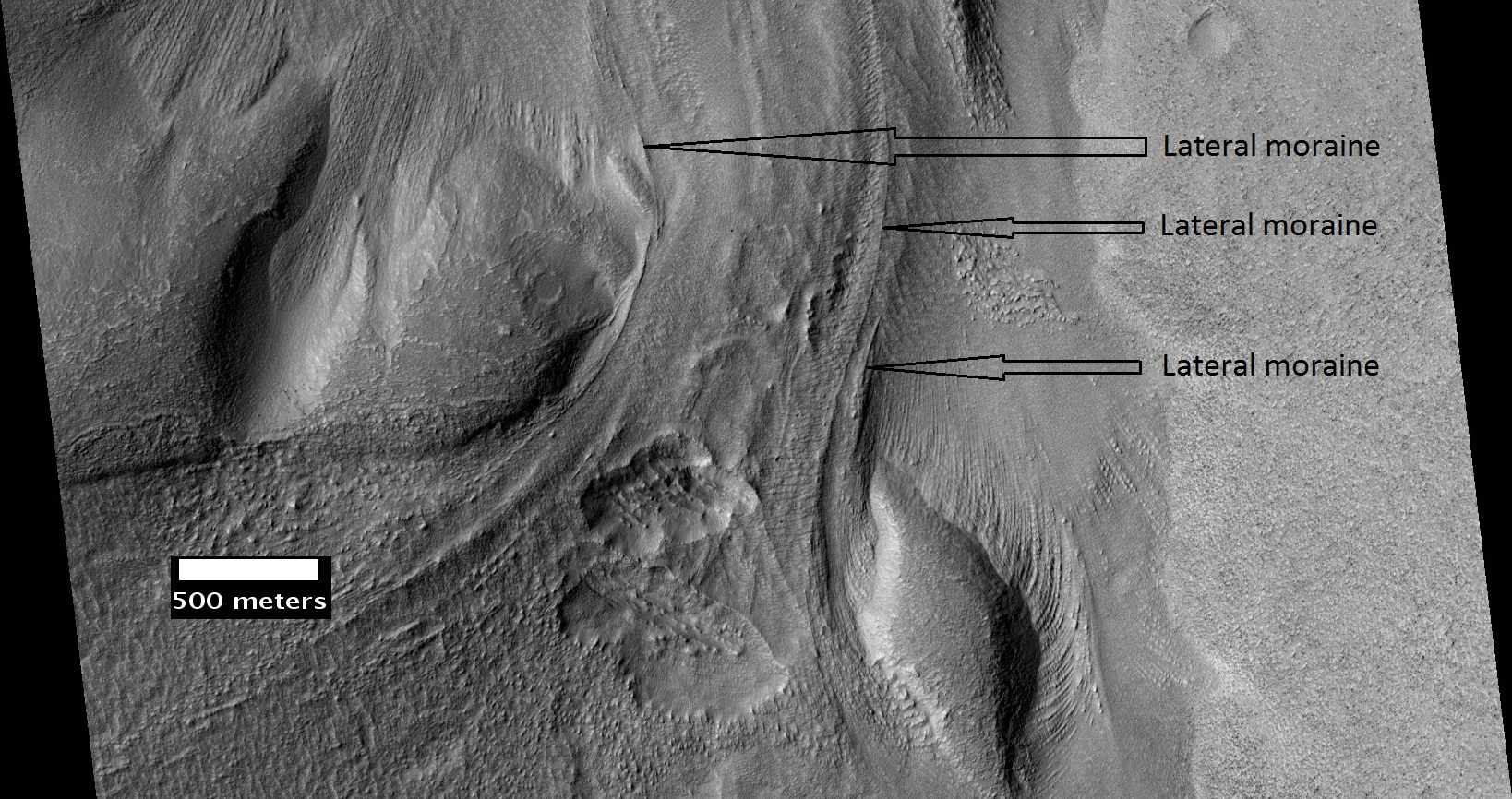
Material fluindo na borda de uma cratera, visto pela HiRISE, sob o programa HiWish.  As morenas da lateral estão indicadas.
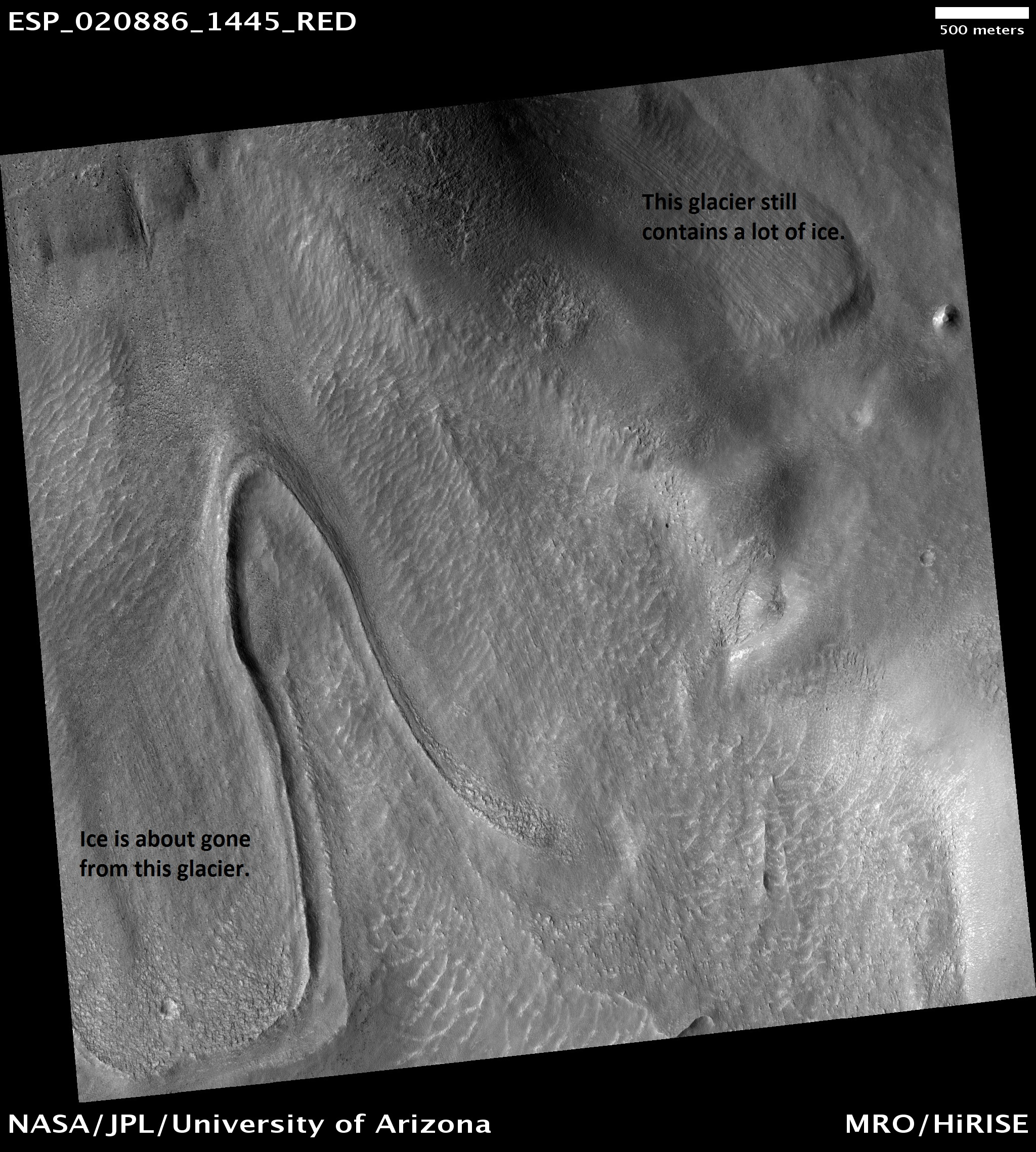
Geleiras, visto pela HiRISE, sob o programa HiWish.  A geleira da esquerda é tênue pois já perdeu a maior parte de seu gelo. A geleira da direita, por sua vez, é espessa; ela ainda contém uma grande quantidade de gelo situado sob uma fina camada de terra e rochas.

## Outras imagens

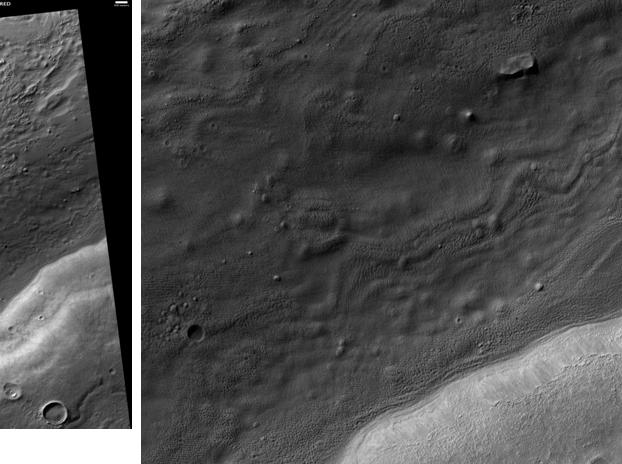
Centauri Montes, visto pela HiRISE.  A barra de escala corresponde a 500 m.
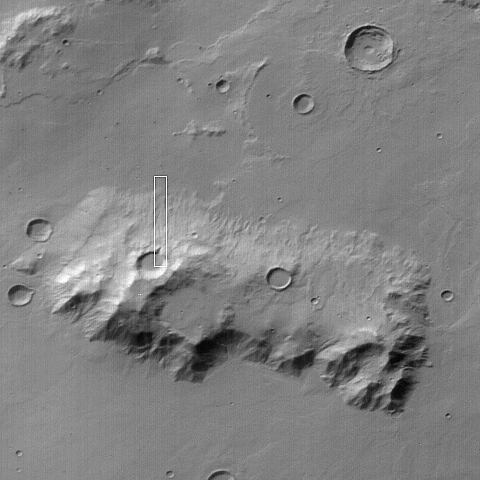
Ausonia Mensa, visto pela MGS.  Essa mensa erodida possui vários canais.
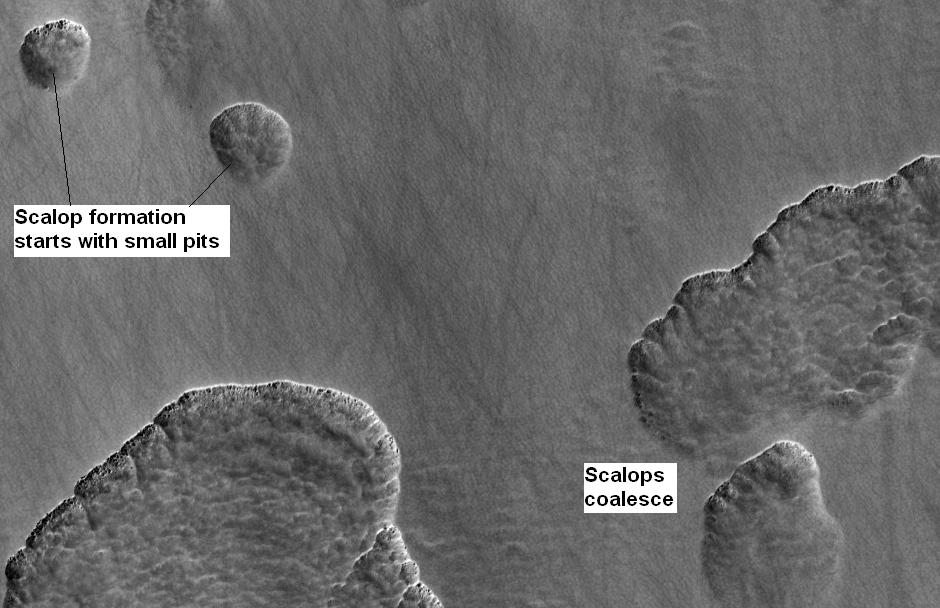
Estágios da formação de um escalope, visto pela HiRISE.